# Geoff Shipton
Pour les articles homonymes, voir Shipton.
Geoffrey "Geoff" Shipton est un nageur australien né le 4 juin 1941 à Sydney.

## Biographie
Geoff Shipton fait partie du relais 4 × 100 m 4 nages composé de David Theile, Terry Gathercole et Neville Hayes lors des Jeux olympiques d'été de 1960 et remporte la médaille d'argent,.